# Довга Стариця
Довга Стари́ця (рос. Долгая Старица, марій. Долгая Старица) — присілок у складі Звениговського району Марій Ел, Росія. Входить до складу Чорноозерського сільського поселення.

## Населення
Населення — 35 осіб (2010; 40 у 2002).
Національний склад (станом на 2002 рік):
- марі — 45 %
- чуваші — 30 %